# Emiliano Papa
Emiliano Papa (ur. 19 kwietnia 1982 roku w Acebal) – argentyński piłkarz występujący najczęściej na pozycji lewego obrońcy. Obecnie gra w CA Vélez Sarsfield.

## Kariera klubowa
Emiliano Papa zawodową karierę rozpoczynał w 2002 roku w Rosario Central. W argentyńskiej Primera División zadebiutował 6 marca w przegranym 0:1 wyjazdowym pojedynku z Racing Clubem de Avellaneda. Przez cały sezon Papa rozegrał w lidze trzynaście spotkań, w kolejnych rozgrywkach zanotował 25 występów, natomiast w sezonie 2003/2004 wystąpił w 36 meczach Rosario Central. 26 września 2004 roku Argentyńczyk strzelił jedynego gola w pojedynku przeciwko Boca Juniors, natomiast 20 października zdobył jedyną bramkę w spotkaniu z Vélez Sársfield. Przez pięć lat gry dla Rosario Central Papa rozegrał w Primera División 138 meczów i strzelił pięć goli, jednak w tym czasie nie odniósł żadnych znaczących sukcesów.
W 2006 roku argentyński obrońca przeniósł się do Vélez Sársfield. W nowym klubie ligowy debiut zanotował 13 sierpnia w zremisowanym 0:0 pojedynku z Racing Clubem de Avellaneda. Po zakończeniu sezonu Papa powrócił do Rosario Central, jednak już po roku ponownie odszedł do Vélez Sársfield. Obecnie jest podstawowym zawodnikiem swojej drużyny, a w linii obrony gra głównie z takimi piłkarzami jak Mariano Uglessich, Gastón Díaz, Fernando Tobio, Waldo Ponce i Marco Torsiglieri.

## Kariera reprezentacyjna
W reprezentacji Argentyny Papa zadebiutował 19 listopada 2008 roku w wygranym 1:0 towarzyskim meczu ze Szkocją. Było to pierwsze spotkanie ekipy "Albicelestes" pod wodzą nowego trenera – Diego Maradony.